# 1000-km-Rennen auf dem Nürburgring 2007

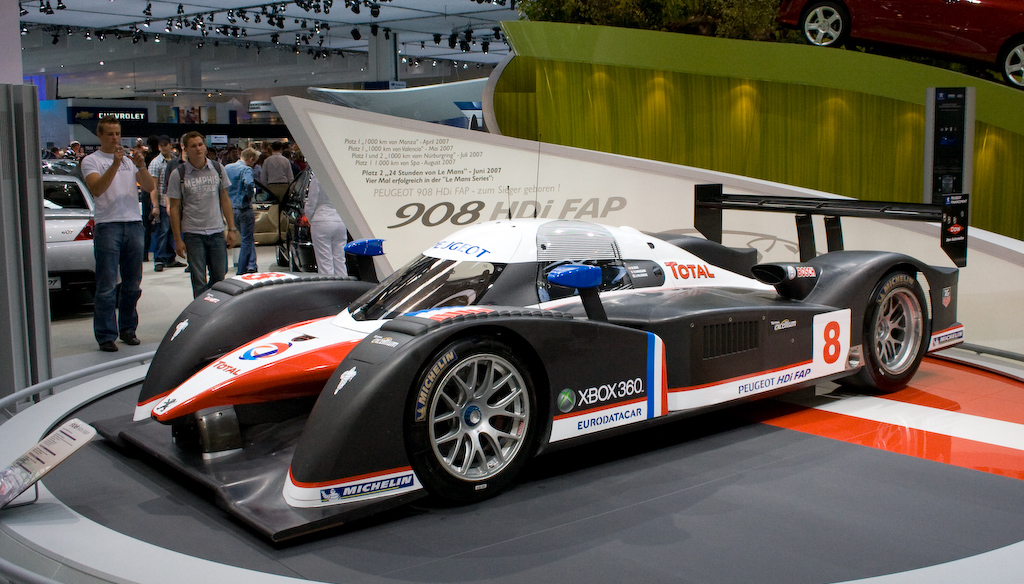
Peugeot 908 HDi FAP mit der Startnummer 8; Siegerwagen von Pedro Lamy und Stéphane Sarrazin

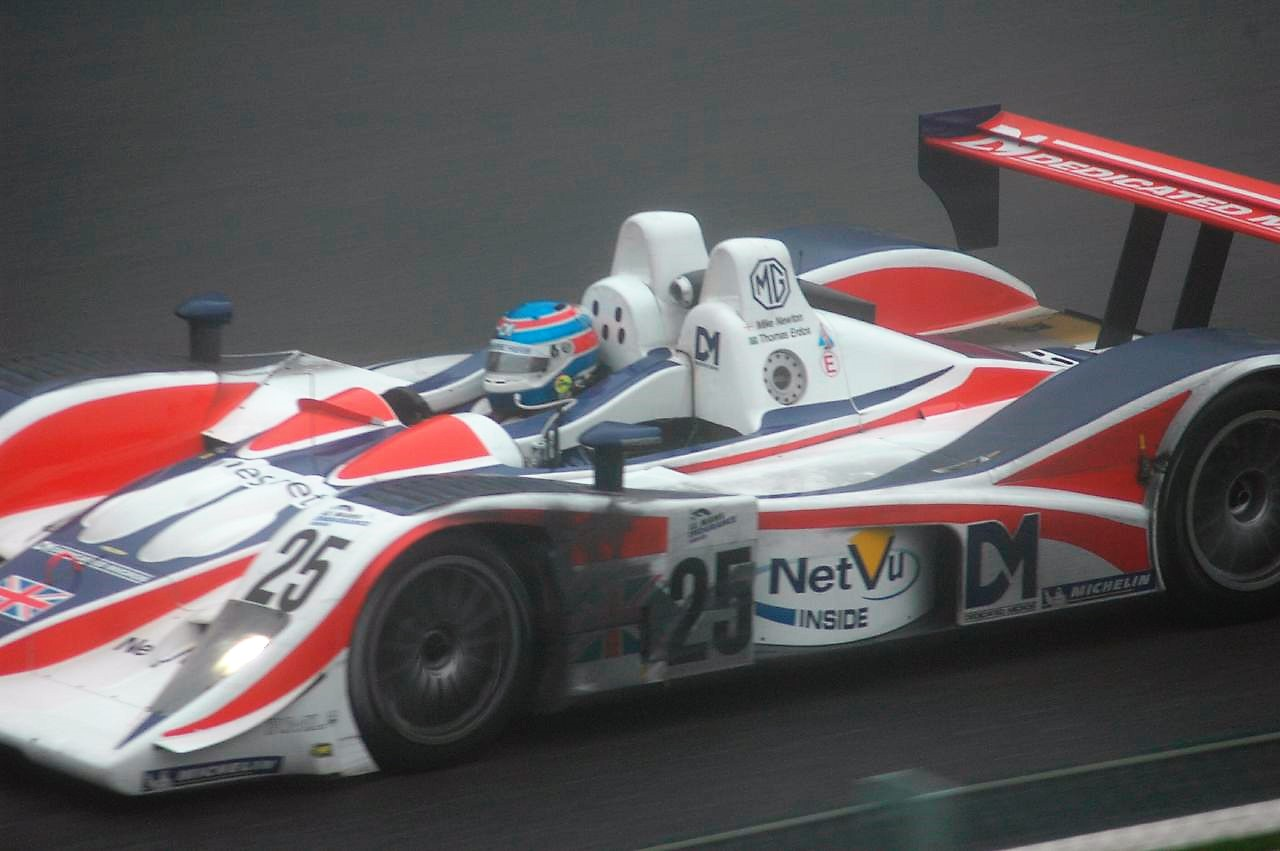
MG Lola EX264 mit der Startnummer 25. Hier beim 1000-km-Rennen von Spa-Francorchamps 2005. Auf dem Nürburgring gewannen mit diesem Wagen Thomas Erdos und Mike Newton die LMP2-Klasse

Das 41. 1000-km-Rennen auf dem Nürburgring, auch ADAC Internationales 1000KM-Rennen, Nürburgring, fand am 1. Juli 2007 auf dem Nürburgring statt und war der dritte Wertungslauf der Le Mans Series dieses Jahres.

## Vor dem Rennen
Als 1953 von der Commission Sportive Internationale die Sportwagen-Weltmeisterschaft ins Leben gerufen wurde, war das 1000-km-Rennen auf dem Nürburgring einer der Wertungsläufe. Alberto Ascari und Giuseppe Farina gewannen auf einem Werks-Ferrari 375MM Vignale. Um die notwendigen 1000 Kilometer zu erreichen, die als Renndistanz vorgeschrieben waren, musste das Duo auf der Nordschleife 44 Runden zurücklegen. Dafür benötigten sie 8:20:44,000 Stunden. Rasch etablierte sich dieses Langstreckenrennen zu einem der traditionsreichsten Sportwagenrennen. Bis zum Ende der Sportwagen-Weltmeisterschaft 1992 wurde das Rennen – mit unterschiedlichen Renndistanzen – 34-mal ausgetragen. Der letzte Weltmeisterschaftslauf wurde 1991 über eine Distanz von 430 Kilometer gefahren und endete mit dem Gesamtsieg von David Brabham und Derek Warwick im Jaguar XJR-14.
Nach fast einem Jahrzehnt der Absenz kehrte das Rennen 2000 als Teil der American Le Mans Series in den internationalen Rennkalender zurück. 2007 zählte es zum vierten Mal in Folge zur European Le Mans Series.

## Das Rennen
Mit dem Werks-Peugeot 908 HDi FAP gab es 2007 einen der Konkurrenz überlegenen Le-Mans-Prototyp. Ähnlich dem Audi R10 TDI wurde dieser Rennwagen von einem Dieselmotor angetrieben. Im Training erzielte Marc Gené im Peugeot mit der Startnummer 7 die schnellste Rundenzeit. Mit 1:41,867 Minuten war er um 0,3 Sekunden schneller als sein Teamkollege Pedro Lamy im Wagen mit der Nummer 8. Der Abstand zum drittplatzierten Fahrzeug – Tom Chilton im Zytek 07S – betrug bereits drei Sekunden.
Vom Start weg dominierten die beiden Peugeots das Rennen. Pedro Lamy und Stéphane Sarrazin im Wagen mit der Nummer 8 erwiesen sich über die Renndauer als das schnellere Team und setzten sich kontinuierlich von den Teamkollegen Gené und Nicolas Minassian ab. Im Ziel hatten sie nach einer Fahrzeit von knapp sechs Stunden einen Vorsprung von 56 Sekunden herausgefahren. An der dritten Stelle fuhr lange der Courage LC70 von Jean-Marc Gounon und Guillaume Moreau. Knapp nach halber Renndauer nahm der Pescarolo Sport 07 von Emmanuel Collard und Jean-Christophe Boullion diese Position ein und behielt sie bis zum Rennende. Die LMP2-Klasse gewannen Thomas Erdos und Mike Newton im RML-MG-Lola EX264. In der GT1-Klasse blieben Stéphane Ortelli und Soheil Ayari im von Oreca gemeldeten Saleen S7-R erfolgreich. Das Rennen der kleinen GT-Klasse verlief unspektakulär. Rob Bell und Allan Simonsen führten vom Start bis ins Ziel.

## Ergebnisse

### Schlussklassement
| 1               | LMP1 | 8  | Team Peugeot Total    | Pedro Lamy Stéphane Sarrazin                         | Peugeot 908 HDi FAP       | 195 |
| 2               | LMP1 | 7  | Team Peugeot Total    | Marc Gené Nicolas Minassian                          | Peugeot 908 HDi FAP       | 194 |
| 3               | LMP1 | 16 | Pescarolo Sport       | Emmanuel Collard Jean-Christophe Boullion            | Pescarolo Sport 01        | 191 |
| 4               | LMP1 | 15 | Charouz Racing        | Alex Yoong Stefan Mücke Jan Charouz                  | Lola B07/17               | 188 |
| 5               | LMP1 | 9  | Creation Autosportif  | Jamie Campbell-Walter Felipe Ortiz Shinji Nakano     | Creation CA07             | 188 |
| 6               | LMP2 | 25 | RML                   | Thomas Erdos Mike Newton                             | MG Lola EX264             | 188 |
| 7               | LMP2 | 32 | Barazi Epsilon        | Juan Barazi Michael Vergers Karim Ojjeh              | Zytek 07S                 | 187 |
| 8               | LMP1 | 10 | Arena Motorsport      | Tom Chilton Hayanari Shimoda                         | Zytek 07S                 | 187 |
| 9               | LMP1 | 14 | Racing For Holland    | Jan Lammers David Hart Jeroen Bleekemolen            | Dome S101.5               | 187 |
| 10              | LMP2 | 40 | Quifel ASM Team       | Miguel Amaral Miguel Ángel de Castro Angel Burgueño  | Lola B05/40               | 187 |
| 11              | LMP2 | 27 | Horag Racing          | Fredy Lienhard Didier Theys Eric van de Poele        | Lola B05/40               | 186 |
| 12              | LMP1 | 13 | Courage Compétition   | Jean-Marc Gounon Guillaume Moreau                    | Courage LC70              | 185 |
| 13              | LMP2 | 45 | Embassy Racing        | Warren Hughes Neil Cunningham                        | Radical SR9               | 185 |
| 14              | LMP2 | 31 | Binnie Motorsports    | William Binnie Allen Timpany Chris Buncombe          | Lola B05/40               | 183 |
| 15              | LMP2 | 35 | Saulnier Racing       | Jacques Nicolet Alain Filhol Bruce Jouanny           | Courage LC75              | 182 |
| 16              | GT1  | 55 | Team Oreca            | Stéphane Ortelli Soheil Ayari                        | Saleen S7-R               | 181 |
| 17              | LMP1 | 18 | Rollcentre Racing     | João Barbosa Stuart Hall Martin Short                | Pescarolo Sport 01        | 180 |
| 18              | GT1  | 59 | Team Modena           | Antonio García Christian Fittipaldi                  | Aston Martin DBR9         | 180 |
| 19              | GT1  | 72 | Alphand Aventures     | Jérôme Policand Patrice Goueslard Luc Alphand        | Chevrolet Corvette C6.R   | 180 |
| 20              | GT1  | 50 | AMR Larbre            | Christophe Bouchut Gabriele Gardel Fabrizio Gollin   | Aston Martin DBR9         | 180 |
| 21              | LMP1 | 19 | Chamberlain Synergy   | Gareth Evans Bob Berridge Peter Owen                 | Lola B06/10               | 179 |
| 22              | GT1  | 61 | Racing Box            | Piergiuseppe Perazzini Marco Cioci Salvatore Tavano  | Saleen S7-R               | 178 |
| 23              | GT1  | 73 | Alphand Aventures     | Jean-Luc Blanchemain Sébastien Dumez Vincent Vosse   | Chevrolet Corvette C5-R   | 177 |
| 24              | GT1  | 51 | AMR Larbre            | Gregor Fisken Steve Zacchia Gregory Franchi          | Aston Martin DBR9         | 176 |
| 25              | LMP1 | 12 | Courage Compétition   | Alexander Frei Jonathan Cochet                       | Courage LC70              | 175 |
| 26              | GT2  | 96 | Virgo Motorsport      | Rob Bell Allan Simonsen                              | Ferrari F430 GT           | 173 |
| 27              | GT2  | 77 | Felbermayr-Proton     | Marc Lieb Xavier Pompidou                            | Porsche 997 GT3 RSR       | 173 |
| 28              | GT2  | 90 | Farnbacher Racing     | Dirk Werner Pierre Ehret Lars-Erik Nielsen           | Porsche 997 GT3 RSR       | 172 |
| 29              | GT2  | 97 | GPC Sport             | Matteo Bobbi Alessandro Bonetti Fabrizio De Simone   | Ferrari F430 GT           | 171 |
| 30              | LMP2 | 20 | Pierre Bruneau        | Marc Rostan Pierre Bruneau Simon Pullan              | Pilbeam MP93              | 170 |
| 31              | GT2  | 94 | Speedy Racing Team    | Andrea Belicchi Andrea Chiesa Jonny Kane             | Spyker C8 Spyder GT2R     | 170 |
| 32              | GT2  | 82 | Team LNT              | Lawrence Tomlinson Richard Dean                      | Panoz Esperante GTLM      | 170 |
| 33              | GT2  | 98 | Ice Pol Racing Team   | Yves Lambert Christian Lefort Stéphane Lémeret       | Ferrari F430 GT           | 169 |
| 34              | GT2  | 92 | Thierry Perrier       | Philippe Hesnault Nigel Smith Anthony Beltoise       | Porsche 997 GT3 RSR       | 169 |
| 35              | LMP2 | 21 | Bruichladdich Radical | Stuart Moseley Tim Greaves                           | Radical SR9               | 165 |
| 36              | GT2  | 76 | Imsa Performance      | Raymond Narac Richard Lietz                          | Porsche 997 GT3 RSR       | 165 |
| 37              | GT2  | 78 | Scuderia Villorba     | Alex Caffi Denny Zardo                               | Ferrari F430 GT           | 165 |
| 38              | GT2  | 95 | James Watt            | Paul Daniels Dave Cox Joël Camathias                 | Porsche 997 GT3 RSR       | 165 |
| 39              | GT2  | 99 | JMB Racing            | Maurice Basso Bo McCormick                           | Ferrari F430 GT           | 163 |
| 40              | GT2  | 88 | Felbermayr-Proton     | Christian Ried Horst Felbermayr junior Thomas Gruber | Porsche 997 GT3 RSR       | 162 |
| 41              | GT2  | 79 | Felbermayr-Proton     | Horst Felbermayr senior Gerold Ried Philip Collin    | Porsche 996 GT3-RSR       | 161 |
| 42              | LMP2 | 29 | T2M Motorsport        | Robin Longechal Yutaka Yamagishi                     | Dome S101.5               | 159 |
| Nicht klassiert |      |    |                       |                                                      |                           |     |
| 43              | GT2  | 84 | Chad Peninsula Panoz  | John Hartshorne Sean McInerney Michael McInerney     | Panoz Esperante GTLM      | 97  |
| Ausgefallen     |      |    |                       |                                                      |                           |     |
| 44              | LMP2 | 44 | Kruse Motorsport      | Tony Burgess Jean de Pourtales Norbert Siedler       | Pescarolo Sport 01        | 151 |
| 45              | GT2  | 85 | Spyker Squadron       | Jaroslav Janiš Peter Kox                             | Spyker C8 Spyder GT2R     | 79  |
| 46              | GT2  | 81 | Team LNT              | Tom Kimber-Smith Danny Watts                         | Panoz Esperante GTLM      | 76  |
| 47              | LMP1 | 17 | Pescarolo Sport       | Harold Primat Christophe Tinseau                     | Pescarolo Sport 01        | 54  |
| 48              | GT2  | 89 | Markland Racing       | Kurt Thiim Thorkild Thyrring Henrik Møller Sørensen  | Chevrolet Corvette C6 Z06 | 54  |
| 49              | LMP1 | 3  | Scuderia Lavaggi      | Giovanni Lavaggi Cristian Corsini                    | Lavaggi LS1               | 29  |
| 50              | GT2  | 83 | GPC Sport             | Luca Drudi Johnny Mowlem Gabrio Rosa                 | Ferrari F430 GT           | 21  |

### Nur in der Meldeliste
Hier finden sich Teams, Fahrer und Fahrzeuge, die ursprünglich für das Rennen gemeldet waren, aber aus den unterschiedlichsten Gründen daran nicht teilnahmen.
| Pos. | Klasse | Nr. | Team                  | Fahrer                                             | Chassis          |
| ---- | ------ | --- | --------------------- | -------------------------------------------------- | ---------------- |
| 51   | LMP1   | 5   | Swiss Spirit          | Jean-Denis Delétraz Marcel Fässler Iradj Alexander | Lola B07/10      |
| 52   | LMP2   | 24  | Noël del Bello Racing | Vitaly Petrov Jean-Marc Gounon                     | Courage LC75     |
| 53   | LMP2   | 26  | Ranieri Randaccio     | Fabio Mancini Ranieri Randaccio                    | Lucchini LMP2–04 |

### Klassensieger
| Klasse | Fahrer           | Fahrer            | Fahrzeug            | Platzierung im Gesamtklassement |
| ------ | ---------------- | ----------------- | ------------------- | ------------------------------- |
| LMP1   | Pedro Lamy       | Stéphane Sarrazin | Peugeot 908 HDi FAP | Gesamtsieg                      |
| LMP2   | Thomas Erdos     | Mike Newton       | MG Lola EX264       | Rang 6                          |
| GT1    | Stéphane Ortelli | Soheil Ayari      | Saleen S7-R         | Rang 16                         |
| GT2    | Rob Bell         | Allan Simonsen    | Ferrari F430 GT     | Rang 26                         |

### Renndaten
- Gemeldet: 53
- Gestartet: 50
- Gewertet: 42
- Rennklassen: 4
- Zuschauer: unbekannt
- Wetter am Renntag: unbekannt
- Streckenlänge: 5,137 km
- Fahrzeit des Siegerteams: 6:01:13,828 Stunden
- Gesamtrunden des Siegerteams: 195
- Gesamtdistanz des Siegerteams: 1001,715 km
- Siegerschnitt: 166,384 km/h
- Pole Position: Marc Gené – Peugeot 908 HDi FAP (#7) – 1:41,867
- Schnellste Rennrunde: Marc Gené – Peugeot 908 HDi FAP (#7) – 1:44,406 = 177,741 km/h
- Rennserie: 3. Lauf zur Le Mans Series 2007